# Peacemaker (Fernsehserie)
Peacemaker ist eine US-amerikanische Fernsehserie über die gleichnamige Figur von DC Comics, die im Januar 2022 auf HBO Max erschienen ist und ein Ableger des Films The Suicide Squad ist. Damit ist Peacemaker die erste Fernsehserie, die im DCEU (DC Extended Universe) angesiedelt ist. In Deutschland ist sie seit Oktober 2022 auf RTL+ verfügbar. Im Februar 2022 wurde die Serie um eine zweite Staffel verlängert.

## Handlung
Die Serie soll unter anderem die Herkunft der Titelfigur näher beleuchten.

## Besetzung und Synchronisation
Die deutschsprachige Synchronisation entstand bei der Arena Synchron in Berlin nach Dialogbüchern von Timo R. Schouren und Lasse Dreyer sowie unter der Dialogregie von Patrick Baehr, welcher hier auch wieder The Flash sprach. Ebenso übernahmen Martina Treger und Matti Klemm ihre jeweiligen Rollen aus den Filmen.
| Rollenname                         | Schauspieler          | Hauptrolle (Episoden) | Nebenrolle (Episoden) | Synchronsprecher   |
| ---------------------------------- | --------------------- | --------------------- | --------------------- | ------------------ |
| Christopher Smith / Peacemaker     | John Cena             | 1.01–                 |                       | Dennis Schmidt-Foß |
| Leota Adebayo                      | Danielle Brooks       | 1.01–                 |                       | Elisa Bannat       |
| Adrian Chase / Vigilante           | Freddie Stroma        | 1.01–                 |                       | Tobias Diakow      |
| John Economos                      | Steve Agee            | 1.01–                 |                       | Michael Iwannek    |
| Emilia Harcourt                    | Jennifer Holland      | 1.01–                 |                       | Leonie Dubuc       |
| Auggie Smith / White Dragon        | Robert Patrick        | 1.01–1.08             |                       | Ronald Nitschke    |
| Clemson Murn / Ik Nobe Llok        | Chukwudi Iwuji        | 1.01–1.07             |                       | Asad Schwarz       |
| Keeya Adebayo                      | Elizabeth Ludlow      |                       | 1.01–1.02, 1.05–1.08  | Linda Stelzner     |
| Amanda Waller                      | Viola Davis           |                       | 1.01, 1.08            | Martina Treger     |
| Det. Larry Fitzgibbon              | Lochlyn Munro         |                       | 1.02–1.08             | Olaf Reichmann     |
| Det. Sophie Song / Eek Stack Ik Ik | Annie Chang           |                       | 1.02–1.08             | Magdalena Turba    |
| Capt. Caspar Locke                 | Christopher Heyerdahl |                       | 1.05–1.08             | Rainer Doering     |
| Arthur Curry / Aquaman             | Jason Momoa           |                       | 1.08                  | Matti Klemm        |
| Barry Allen / The Flash            | Ezra Miller           | Patrick Baehr         | 1.08                  |                    |

## Produktion und Veröffentlichung
Nachdem James Gunn im Sommer 2020 seine Arbeit an The Suicide Squad abgeschlossen hatte, begann er laut eigener Aussage „aus Langeweile“ während des Lockdowns im Zuge der COVID-19-Pandemie, innerhalb von acht Wochen die Spin-off-Serie Peacemaker über die gleichnamige Comicfigur zu schreiben. Im September 2020 folgte seitens HBO Max schließlich die offizielle Ankündigung, dass die achtteilige Serie mit John Cena in der Hauptrolle tatsächlich verwirklicht wird. Neben seiner Autorentätigkeit soll Gunn bei einigen Folgen zudem die Regie übernehmen und zusammen mit Peter Safran, Matt Miller und Cena als Executive Producer fungieren. Neben Cenas Peacemaker sollen auch weitere Figuren in der Serie auftreten, die zuvor in The Suicide Squad zu sehen waren. So wurde Ende Oktober 2020 die Beteiligung von Steve Agee bekannt. Im Folgemonat schlossen sich Danielle Brooks, Robert Patrick, Jennifer Holland und Chris Conrad der Besetzung an. Für eine weitere Hauptrolle wurde Chukwudi Iwuji engagiert, während Lochlyn Munro, Annie Chang, Christopher Heyerdahl, Elizabeth Ludlow, Rizwan Manji, Nhut Le, Alison Araya und Lenny Jacobson in Nebenrollen auftreten sollen. Conrad wurde später aufgrund kreativer Differenzen durch Freddie Stroma ersetzt.
Gunn reiste bereits im November 2020 nach Kanada, um nach einer zweiwöchigen Quarantäne aufgrund der COVID-19-Pandemie mit der Vorproduktion zu beginnen. Die Dreharbeiten begannen schließlich am 15. Januar 2021 unter dem Arbeitstitel Scriptures in Toronto. Ende des Monats erfolgten weitere Aufnahmen in Burnaby. Am 9. Juni 2021 sollen die Dreharbeiten offiziell abgeschlossen werden. Als Szenenbildnerin ist Lisa Soper tätig.
Die ersten drei Folgen wurden am 13. Januar 2022 auf HBO Max veröffentlicht. Die folgenden fünf Episoden der ersten Staffel wurden bis zum 17. Februar 2022 wöchentlich ausgestrahlt. Am 13. Oktober 2022 wurden alle Folgen in der D/A/CH-Region vollständig bei dem Streamingdienstleister RTL+ veröffentlicht.
HBO hatte nur einen Monat nach Start eine zweite Staffel angekündigt. Ungeachtet dessen ging die Produktion im Anschluss nur schleppend voran und wurde von zwei Hollywood-Streiks und der großen DC-Umstrukturierung ausgebremst. Am 21. August 2025 soll nun Staffel 2 bei Sky und Wow starten.

## Episodenliste
| Nr. | Deutscher Titel                      | Originaltitel               | Erstveröffentlichung USA | Deutschsprachige Erstveröffentlichung (D/A/CH) | Regie              | Drehbuch   |
| --- | ------------------------------------ | --------------------------- | ------------------------ | ---------------------------------------------- | ------------------ | ---------- |
| 1 | Verrückte neue Welt                  | A Whole New Whirled         | 13. Jan. 2022            | 13. Okt. 2022                                  | James Gunn         | James Gunn |
| Fünf Monate nach seinem Einsatz mit der Suicide Squad in Corto Maltese hat sich Christopher Smith / Peacemaker von den Verletzungen, die er dort erlitten hat, erholt und ist aus dem Krankenhaus entlassen worden. Als er in seinen Wohnwagen zurückkehrt, wird Smith von einer Gruppe von A.R.G.U.S.-Agenten konfrontiert: Clemson Murn, Emilia Harcourt, John Economos und Neuzugang Leota Adebayo. Murn stellt ihn vor die Wahl, ins Gefängnis von Belle Reve zurückzukehren oder sich einer neuen Mission mit dem Namen "Projekt Butterfly" anzuschließen; Smith nimmt widerwillig letzteres an. Smith besucht seinen Vater Auggie, um seinen Weißkopfseeadler Eagly zu holen und sich ein neues Outfit zuzulegen. Dann isst er mit dem Team zu Abend und Murn gibt ihm ein Dossier über ein Attentatsziel. Smith versucht später, in einer Bar mit Harcourt zu flirten, wird aber abgewiesen und geht stattdessen mit einer anderen Frau an der Bar, Annie Sturphausen, nach Hause. Adebayo bespricht ihre Rolle im Projekt Butterfly unter vier Augen mit ihrer Mutter, der A.R.G.U.S.-Anführerin Amanda Waller. Sturphausen greift Smith an und enthüllt, dass sie übermenschliche Kräfte hat. In dem darauf folgenden Kampf aktiviert Smith eine Schallwaffe in seinem Helm, die sie vernichtet.                                                                                             |                                      |                             |                          |                                                |                    |            |
| 2 | Ziemlich beste Feinde                | Best Friends, For Never     | 13. Jan. 2022            | 13. Okt. 2022                                  | James Gunn         | James Gunn |
| Smith kontaktiert Harcourt und erklärt ihm seine Situation, als die Polizei von Evergreen eintrifft, um den Überschallknall zu untersuchen. Während er seine Sachen zusammensucht, stößt Smith in Sturphausens Wohnung auf ein geheimnisvolles Gerät. Smith nimmt kurzzeitig ein Ehepaar als Geisel und kann mit Eagly, Harcourt und Adebayo vom Balkon der Wohnung entkommen. Die Polizeidetektive Sophie Song und Larry Fitzgibbon untersuchen Sturphausens Tod. Sie verhaften Auggie, nachdem Economos im Polizeisystem die Fingerabdrücke von Smith mit seinen vertauscht hat, und Adebayo besticht das Paar, damit es Auggie als den Mann identifiziert, der sie als Geiseln genommen hat. Im Gefängnis wird Auggie von einer Gruppe weißer Häftlinge als der "Weiße Drache" gefeiert. Smith erkennt, dass Sturphausen nur versucht hat, ihn anzugreifen, nachdem sie das Dossier über sein Attentatsziel gelesen hat, und teilt dies dem Team mit. Smith fühlt sich von ihnen gemieden und kehrt zu seinem Wohnwagen zurück, wo er von seinem ehemaligen Partner im Kampf gegen das Verbrechen, Vigilante, begrüßt wird. Vigilante lädt Smith zu Schießübungen ein, um ihn aufzumuntern, und entdeckt mit ihm, dass das Gerät aus Sturphausens Wohnung ein Miniaturraumschiff ist. |                                      |                             |                          |                                                |                    |            |
| 3 | Schmetterlinge im Kopf               | Better Goff Dead            | 13. Jan. 2022            | 13. Okt. 2022                                  | James Gunn         | James Gunn |
| Murn unterrichtet Smith über seinen ersten Auftrag: die Ermordung des US-Senators Royland Goff, eines mutmaßlichen "Schmetterlings". Smith zögert, Goffs Frau und Kinder zu töten, bei denen es sich ebenfalls um mutmaßliche "Butterflys" handelt, obwohl er zuvor erklärt hatte, er sei bereit, dies für den "Frieden" zu tun. Smith und Harcourt überwachen den Haushalt der Goffs und werden bald von einem weiteren Vigilanten begleitet. Als die Familie Goff ein außerirdisches Verhalten an den Tag legt, befiehlt Murn Smith, sie alle zu ermorden, doch er zögert. Vigilante übernimmt und tötet erfolgreich Goffs Frau und Kinder, doch bevor er Goff töten kann, greift der Leibwächter der Familie, Judomaster, ein und macht Smith und Vigilante handlungsunfähig. Im Haus versucht Goff, Smith zur Herausgabe von Informationen zu zwingen, indem er Vigilante foltert und ihn als Adrian Chase entlarvt. Sie werden von Murn, Harcourt und Adebayo unterbrochen, was Smith die Möglichkeit gibt, sich zu befreien und Goff zu töten, während Economos den Judomaster außer Gefecht setzt. Smith und Vigilante werden Zeuge, wie eine schmetterlingsähnliche Kreatur aus Goffs Leiche schlüpft, und ein A.R.G.U.S.-Computer zeigt, dass diese Schmetterlinge vermutlich überall auf der Welt vorkommen.                                                                                |                                      |                             |                          |                                                |                    |            |
| 4 | Ein Dödel für alle Fälle             | The Choad Less Traveled     | 20. Jan. 2022            | 13. Okt. 2022                                  | Jody Hill          | James Gunn |
| Die Gruppe bringt Judomaster zurück in ihr Hauptquartier, wo Smith behauptet, er habe den Schmetterling getötet. Chase fährt Smith zu Auggies Haus, um neue Ausrüstung zu holen, wo Smith erfährt, dass Auggie reingelegt und verhaftet wurde. Gegen Murns Willen und trotz Adebayos Zureden besucht Smith Auggie im Gefängnis; Auggie droht, das Projekt Butterfly bei der Polizei zu verraten. Adebayo schlägt Chase vor, dass Smith ohne seinen Vater besser dran wäre, und Chase lässt sich verhaften, damit er Auggie töten kann. Smith und Adebayo kehren zu ihrem Hauptquartier zurück, wo ein entkommener Judomaster Smith angreift. Adebayo erschießt den Judomaster, bevor er ein Geheimnis über die Schmetterlinge verraten kann. Smith kehrt in seinen Wohnwagen zurück, wo er die Schmetterlingskreatur in einem Gefäß am Leben erhält. Er denkt darüber nach, dass er Rick Flag töten musste,[a] dass er von seinem Vater zur Gewalttätigkeit erzogen wurde, und dass sein Bruder gestorben ist. Im Gefängnis provoziert Chase Auggies Mitgefangene zu einer Schlägerei, aber es gelingt ihm nicht, Auggie zu verwickeln. Später wird er von Harcourt auf Kaution freigelassen. Adebayo findet eine Spur zu den Butterflies und informiert Murn, der insgeheim selbst ein Butterfly ist.                                                                                                |                                      |                             |                          |                                                |                    |            |
| 5 | Affentheater                         | Monkey Dory                 | 27. Jan. 2022            | 13. Okt. 2022                                  | Rosemary Rodriguez | James Gunn |
| Auf Auggies Drängen hin erkennen Song und Fitzgibbon, dass Smith Sturphausen getötet hat, nachdem sie Auggies Fingerabdrücke überprüft und das Paar, das Smith als Geisel hielt, erneut befragt haben. Das Team wird darüber unterrichtet, wie die Schmetterlinge in menschliche Wirte eindringen und sich ausschließlich von einer unbekannten bernsteinfarbenen Flüssigkeit ernähren. Adebayos Hinweis führt sie zu einer nahe gelegenen Abfüllanlage, in der die Flüssigkeit verarbeitet und abgefüllt wird, während Murn einen Mitarbeiter, Caspar Locke, anheuert, um sich als neuer Polizeichef auszugeben und Songs Ermittlungen zu untergraben. Song bittet daraufhin ihren Onkel, einen Richter, um Hilfe. Smith benutzt einen Helm mit Röntgenblick, um herauszufinden, dass alle Fabrikangestellten Schmetterlinge sind, ebenso wie ein entlaufener Gorilla namens Charlie. Sie töten die Angestellten, und Economos verschafft sich Smiths Respekt, indem er Charlie mit einer Kettensäge tötet. Auf dem Rückweg von der Fabrik freundet sich das Team an, und Smith lädt Adebayo auf einen Drink zu sich nach Hause ein, wo sie ihm rät, netter zu anderen zu sein. Außerdem platziert sie heimlich ein Tagebuch in seiner Wohnung, wie von Waller angeordnet. Bei der Rückkehr ins Büro entdeckt Adebayo mit Smiths Röntgenhelm, dass Murn ein Schmetterling ist, und er greift sie an. |                                      |                             |                          |                                                |                    |            |
| 6 | Die Kuh muss weg                     | Murn After Reading          | 3. Feb. 2022             | 13. Okt. 2022                                  | James Gunn         | James Gunn |
| Murn offenbart Adebayo, dass die Schmetterlinge von einem sterbenden Planeten stammen und dass der Goff-Schmetterling die anderen bei ihrem Plan, die Erde zu beherrschen, angeführt hat, wobei Murn der einzige Abweichler ist. Zu Lockes Bestürzung entlässt Song Auggie aus dem Gefängnis und erwirkt einen Haftbefehl gegen Smith. In Smiths Wohnwagen versucht der Goff-Schmetterling, mit Smith und Chase zu kommunizieren, aber die Polizei von Evergreen trifft ein, um Smith zu verhaften. Chase zerbricht versehentlich das Glas des Schmetterlings, so dass er die Kontrolle über Song übernehmen kann. Smith, Chase und Eagly entkommen mit Lockes Hilfe, während dieser das gefälschte Tagebuch beschafft. Economos verfolgt die Aktivitäten der Schmetterlinge bis zur Coverdale Ranch, wo sie glauben, dass die Schmetterlinge eine "Kuh" zur Massenproduktion der bernsteinfarbenen Flüssigkeit benutzen. Adebayo fühlt sich schuldig, weil sie Geheimnisse vor Smith und ihrer Mutter verbirgt. Butterfly-Song beschwört eine Butterfly-Armee und übernimmt die Polizei von Evergreen, die Gefangenen und Locke. Auggie bereitet seine Gefolgsleute vor und legt die Rüstung des Weißen Drachen an, um seinen Sohn zu töten. Butterfly-Locke benutzt das gefälschte Tagebuch, um Smith öffentlich zu beschuldigen und einen Haftbefehl zu erlassen.                                  |                                      |                             |                          |                                                |                    |            |
| 7 | Der Apfel killt nicht weit vom Stamm | Stop Dragon My Heart Around | 10. Feb. 2022            | 13. Okt. 2022                                  | Brad Anderson      | James Gunn |
| Smith, der sich von Adebayo betrogen fühlt und dem die Zeit davonläuft, macht sich mit Chase, Eagly und einem widerwilligen Economos auf die Suche nach der Kuh. Sie werden von Auggie und seinen Anhängern abgefangen. Harcourt stellt Adebayo wegen ihrer geheimen Mission und ihres Verrats zur Rede und erfährt dabei von ihrer Beziehung zu Waller. Murn versucht, mit ihnen zu fliehen, aber die von Butterfly besessene Polizei trifft ein und tötet ihn. Judomaster greift daraufhin Harcourt und Adebayo an, die ihn schließlich besiegen. Smith wird von Auggies Anhängern gefangen genommen und Eagly wird von Auggie verletzt. Chase trifft eine Schwachstelle in Auggies Rüstung und setzt seine Waffen außer Gefecht, während Economos Auggies Gefolgsleute tötet. Smith konfrontiert Auggie mit den Ereignissen, die dazu führten, dass Smith versehentlich seinen Bruder Keith tötete, als sie noch Kinder waren, und dann tötet er Auggie. Das Team kommt in einer Tierklinik wieder zusammen, wo sich Eagly erholt. Ohne Murn ernennen sie Harcourt zu ihrem neuen Anführer. Sie bereiten sich darauf vor, die Kuh zu töten, bevor die Schmetterlinge sie in eine andere Enklave teleportieren können. Adebayo versucht, sich bei Smith zu entschuldigen, aber er sagt ihr, dass ihre Freundschaft zu Ende ist.                                                                     |                                      |                             |                          |                                                |                    |            |
| 8 | Schlachtfest                         | It's Cow or Never           | 17. Feb. 2022            | 13. Okt. 2022                                  | James Gunn         | James Gunn |
| Adebayo kontaktiert Waller und bittet darum, die Gerechtigkeitsliga oder andere Verstärkung zu schicken, aber die Zeit reicht nicht aus. Economos platziert Smiths Sonic-Boom-Helm in der Basis der Schmetterlinge, aber es gelingt ihm nicht, die Kuh zu töten. Smith, Harcourt und Chase beginnen einen Angriff und töten viele Schmetterlinge, aber Harcourt und Chase werden schwer verletzt und Adebayo ist gezwungen zu kämpfen, um Harcourt zu retten. Butterfly-Song verschont Smith und erklärt, dass die Schmetterlinge den Planeten vor den Menschen schützen, denen Profit wichtiger ist als ihr eigenes Überleben. Sie bittet ihn um Hilfe, aber Smith beschließt, die Kuh zu töten, indem er Adebayo mit seinem menschlichen Torpedohelm in sie hineinschießt. Smith erschießt Song und verschont den Goff-Schmetterling. Die Gerechtigkeitsliga kommt zu spät, um zu helfen. Harcourt, Economos und Chase werden medizinisch behandelt, während Smith und Adebayo Wiedergutmachung leisten. Adebayo stellt das Projekt Schmetterling, die Task Force X und Wallers Rolle in beidem vor der Presse bloß und entlastet Smiths Namen. Smith kehrt mit Eagly und dem Goff-Schmetterling nach Hause zurück, den er mit dem letzten Rest der bernsteinfarbenen Flüssigkeit füttert. Er wird von Halluzinationen über Auggie heimgesucht.                                                     |                                      |                             |                          |                                                |                    |            |